# Baronía de Erill
La Baronía de Erill, del siglo XI, junto con las baronías de Abella, Bellera y Orcau, era una de las baronías primigenias de la comarca de Pallars Jussá, en la provincia de Lérida. Parte de las posesiones originarias de la baronía se encontraban en la también ilerdense comarca de la Alta Ribagorza.
La titularidad del condado de Eril corresponde al linaje de la casa de Toledo.

## Territorio
Las posesiones de la baronía de Erill se extendieron en un primer momento, desde la Alta Ribagorza, comarca originaria, hacia el Pallars Jussá en una primera fase de expansión y hacia otras tierras más meridionales (Segarra, sobre todo) en una segunda fase.
Del núcleo originario de Erillcastell (población actualmente deshabitada y perteneciente al término municipal de Pont de Suert) se extendieron hacia el Valle de Bohí (Erill la Vall, Esperan etcétera), y pronto aparecen ligados a los barones de Erill lugares como Aulàs y La Torre de Tamúrcia, en el antiguo término de Espluga de Serra, actualmente del término de Tremp, Avellanos, Benés, Buira , Burguet, Castellgermà, Mañanet, el Mesull, Sas y Sentís, al actual término de Sarroca de Bellera, Cérvoles y Naens, al actual término de Senterada, Aiguabella, Cabdella, Espui y La Torre de Cabdella, del de La Torre de Cabdella, Viu de Llevata, del término actual de El Pont de Suert. Espills, del antiguo término de Sapeira etcétera.

## Historia

### Edad Media
En un principio, la baronía de Erill comprendía toda la parte superior del Valle de Bohí, y fueron los impulsores de la construcción de las magníficas iglesias románicas de aquel valle, declaradas patrimonio de la humanidad. Era, por tanto, en un origen, una baronía de la Alta Ribagorza. Pero rápidamente, a través de Erillcastell, la baronía se extendió hacia levante: Viu de Llevata, Manyanet y la Vall Fosca. También hacia el sur, por la orilla izquierda de la Noguera Ribagorzana, uniendo a la suya la baronía de Espills. Protegieron y reconstruyeron el monasterio de Santa María de Lavaix (actualmente en la cola del Pantano de Escales, cubierto por sus aguas cuando el pantano está lleno), que fue convertido en 1233 en monasterio cisterciense, y se convirtió en panteón familiar de la familia, por el obispo de Lérida Berenguer de Erill.
El castillo de Erillcastell está datado  1024 y fue donado a los Erill en 1040. El primer miembro documentado fue Ramón I de Erill en 1077, sometido a los condes de Pallars. Justo en esta época, la baronía de Erill fue objeto de un intercambio de territorios entre los condes de Pallars Sobirá y de Pallars Jussá, y ya quedó para siempre unida al Pallars Jussá.
Posiblemente a causa de rivalidades señoriales, pronto los Erill se decantaron hacia el servicio de los reyes de Aragón, así, a finales del siglo XI, Ramón Berenguer IV, como príncipe de Aragón, da la villa de Zaidín a los Erill. A partir de este momento los barones de Erill mantienen una actitud entre Cataluña y Aragón: participan en la conquista de Fraga, Almenar y otros lugares del Segriá y de la Franja de Poniente, y extienden vínculos familiares con importantes familias catalanas y aragonesas.
Al mismo tiempo, fueron aumentando su poder político, hasta el punto que Jaime I de Aragón tuvo entre sus principales consejeros a Berenguer de Erill, que fue obispo de Lérida entre 1205 y 1236.

### Edades moderna y contemporánea
El 13 de julio de 1599 los barones de Eril, ya considerados vizcondes de Pallars, se convirtieron en condes de Eril, título al que en 1708 el archiduque Carlos de Austria, pretendiente al trono, concedió la Grandeza de España. Dicho privilegio fue reconocido posteriormente por el rey Fernando VI el 15 de noviembre de 1757.
Los Eril, que ya no lo eran de apellido, pero sí de título, conservaron buena parte de sus dominios hasta la caída del Antiguo Régimen.
El poseedor actual del título de conde de Eril es don Alberto Álvarez de Toledo y Mencos. La familia Álvarez de Toledo y Mencos, reunió, además del condado de Eril, los títulos de duque de Zaragoza, marqués de Lazán, marqués de San Felices de Aragón, marqués de Casa Pontejos, marqués de Miraflores, marqués de Cañizar y conde de los Arcos, los cuales fueron repartidos entre sus descendientes.